# Goux-lès-Dambelin
Goux-lès-Dambelin è un comune francese di 275 abitanti situato nel dipartimento del Doubs nella regione della Borgogna-Franca Contea.

## Società

### Evoluzione demografica
Abitanti censiti